# Jacques Roux (acteur)
Pour les articles homonymes, voir Jacques Roux et Roux.
Jacques Roux est un acteur français, né le 16 avril 1929 à Aubervilliers et mort le 7 février 2006 à Compiègne.

## Filmographie

### Cinéma
- 1991 : Carences de David Rozenberg - Le Capitaine
- 1991 : Les Naufragés court-métrage de David Rozenberg  - Le Capitaine
- 1984 : Bien au fond du petit trou de Pierre B. Reinhard - Victor le valet
- 1981 : Téhéran 43 de Aleksandr Alov et Vladimir Naumov - Mr.Johnson
- 1981 : Les Faucons de la nuit de Bruce Malmuth - l'ambassadeur français
- 1968 : Un cri dans l'ombre de John Guillermin - Maguy
- 1968 : Évasion sur commande de Jack Smight -  Général de brigade André Rochambeau
- 1964 : Les nouveaux internes (The New Interns) de John Rich - (non crédité)
- 1963 : Le Dernier de la liste (The List of Adrian Messenger) de John Huston - Raoul Le Borg
- 1950 : Tire au flanc de Fernand Rivers
- 1950 : Le Grand cirque de Georges Péclet - Un pilote (non crédité)
- 1949 : Entre onze heures et minuit de Henri Decoin

### Télévision
- 1985 : Aline et Cathy épisode - Evening in Paris (Série) - Docteur
- 1965-1967 : Des agents très spéciaux (Série)
  - The It's All Greek to Me Affair (1967) - Émile Sauvignon
  - The Fiddlesticks Affair (1965) - Clerk
- entre 1962 et 1966 : Combat! 5 épisodes  (Série)
- 1965 : Jinny de mes rêves épisode - The Americanization of Jeannie  (Série) - Waiter
- 1965 : L'Homme à la Rolls épisode - Operation Long Shadow (Série) - Gilbert
- 1964 : Ma sorcière bien-aimée épisode - The Witches Are Out (Série) -  L'officier de la Légion Étrangère